# 印度事务大臣
印度事务大臣（Secretary of State for India，简称India Secretary，又譯印度大臣）是為英國於1858年直接管治印度而設置的内阁职位，統領印度事务部。至1935年，此職又兼領新置的緬甸事務部，並同時改名為印缅事务大臣（Secretary of State for India and Burma，又譯印缅大臣）。1947年，印度事务部随印度独立而中止，職位再改名為緬甸事务大臣，但次年因缅甸独立而廢置。

## 印度大臣
- 斯坦利勳爵 （1858年9月2日—1859年6月11日）
- 查爾斯·伍德爵士 （1859年6月18日—1866年2月16日）（因在狩獵時發生意外辭職）
- 里彭伯爵 （1866年2月16日—1866年6月26日）
- 克蘭伯恩侯爵 （1866年7月6日—1867年3月8日）
- 斯塔福·亨利·諾思科特爵士 （1867年3月8日—1868年12月1日）
- 阿蓋爾公爵 （1868年12月9日—1874年2月17日）
- 索爾斯伯利侯爵 （1874年2月21日—1878年4月2日）
- 克蘭布魯克子爵 （1878年4月2日—1880年4月21日）
- 赫廷頓侯爵 （1880年4月28日—1882年12月16日）
- 慶伯利伯爵 （1882年12月16日—1885年6月9日）
- 倫道夫·邱吉爾勳爵 （1885年6月24日—1886年1月28日）
- 慶伯利伯爵 （1886年2月6日—1886年7月20日）
- 理查德·阿什頓·克羅斯爵士 （1886年8月3日—1892年8月11日）（1886年晉為「克羅斯子爵」）
- 慶伯利伯爵 （1892年8月18日—1894年3月10日）
- 亨利·哈特利·福勒 （1894年3月10日—1895年6月21日）
- 喬治·漢彌爾頓勳爵 （1895年7月4日—1903年10月9日）（辭職）
- 聖約翰·布羅德里克 （1903年10月9日—1905年12月4日）
- 約翰·摩爾利 （1905年12月10日—1910年11月3日）（1908年晉為「摩爾利子爵」）
- 克魯伯爵 （1910年11月3日—1911年3月7日）（1911年晉為「克魯侯爵」）
- 摩爾利子爵 (1911年3月7日—1911年5月25日)
- 克魯侯爵（1911年5月25日—1915年5月25日）
- 奧斯汀·張伯倫 （1915年5月25日—1917年7月17日）（辭職）
- 埃德溫·塞繆爾·孟塔古 （1917年7月17日—1922年3月19日）
- 皮爾子爵 （1922年3月19日—1924年1月22日）
- 奧立佛勳爵 （1924年1月22日—1924年11月3日）
- 伯肯赫德伯爵 （1924年11月6日—1928年10月18日）
- 皮爾子爵 （1928年10月18日—1929年6月4日）
- 威廉·威基伍德·貝恩 （1929年6月7日—1931年8月24日）
- 塞繆爾·霍爾爵士 （1931年8月25日—1935年6月7日）
- 澤特蘭侯爵 （1935年6月7日—1937年5月28日）

## 印緬大臣
- 澤特蘭侯爵 （1937年5月28日—1940年5月13日）
- 里奧·艾默里 （1940年5月13日—1945年7月26日）
- 佩西克-勞倫斯勳爵 （1945年8月3日—1947年4月17日）
- 利斯托韋爾伯爵 （1947年4月17日—1947年8月14日）

## 緬甸大臣
- 利斯托韋爾伯爵 （1947年8月14日—1948年1月4日）